# Gabriella Slade
Gabriella Slade (Basingstoke, 7 febbraio 1990) è una costumista britannica.

## Biografia
Dopo gli studi al Royal Welsh College of Music & Drama, ha ottenuto un primo successo con In the Heights, in scena alla Southwark Playhouse nel 2014.
Nel 2017 ha curato i costumi della prima mondiale di Six all'Edinburgh Fringe, tornando poi a lavorare come costumista del musical a Londra e Broadway, dove ha vinto l'Outer Critics Circle Award, il Drama Desk Award e il Tony Award ai migliori costumi in un musical.
Nel 2024 ha disegnato i costumi del primo revival londinese di Starlight Express, che le sono valsi il Premio Laurence Olivier ai migliori costumi.